# DHDH
DHDH (англ. Dihydrodiol dehydrogenase) – білок, який кодується однойменним геном, розташованим у людей на довгому плечі 19-ї хромосоми. Довжина поліпептидного ланцюга білка становить 334 амінокислот, а молекулярна маса — 36 382.
| 10         |  | 20         |  | 30         |  | 40         |  | 50         |
| ---------- |  | ---------- |  | ---------- |  | ---------- |  | ---------- |
| MALRWGIVSV |  | GLISSDFTAV |  | LQTLPRSEHQ |  | VVAVAARDLS |  | RAKEFAQKHD |
| IPKAYGSYEE |  | LAKDPSVEVA |  | YIGTQHPQHK |  | AAVMLCLAAG |  | KAVLCEKPTG |
| VNAAEVREMV |  | AEARSRALFL |  | MEAIWTRFFP |  | ASEALRSVLA |  | QGTLGDLRVA |
| RAEFGKNLIH |  | VPRAVDRAQA |  | GGALLDIGIY |  | CVQFTSMVFG |  | GQKPEKISVV |
| GRRHETGVDD |  | TVTVLLQYPG |  | EVHGSFTCSI |  | TVQLSNTASV |  | SGTKGMVQLL |
| NPCWCPTELV |  | VKGEHKEFPL |  | PPVPKDCNFD |  | NGAGMSYEAK |  | HVWECLRKGM |
| KESPVIPLSE |  | SELLADILEE |  | VRKAIGVTFP |  | QDKR       |  |            |

A: Аланін

C: Цистеїн

D: Аспарагінова кислота

E: Глутамінова кислота

F: Фенілаланін

G: Гліцин

H: Гістидин

I: Ізолейцин

K: Лізин

L: Лейцин

M: Метіонін

N: Аспарагін

P: Пролін

Q: Глутамін

R: Аргінін

S: Серин

T: Треонін

V: Валін

W: Триптофан

Кодований геном білок за функцією належить до оксидоредуктаз. 
Білок має сайт для зв'язування з НАДФ. 